# Ornithogalum narbonense
Ornithogalum narbonense, llamada popularmente ajo de lobo, es una especie de plantas de la familia Asparagaceae.

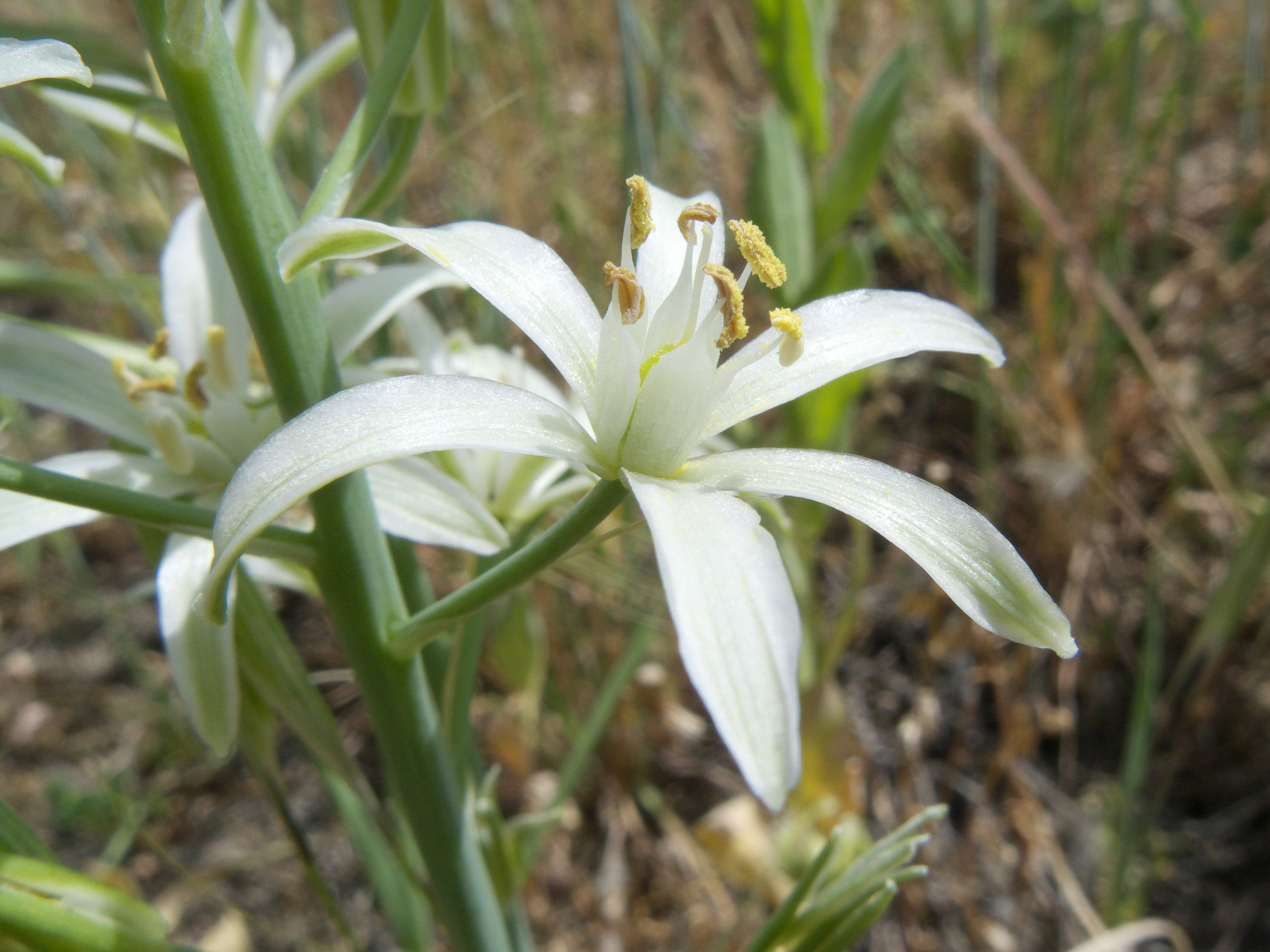
Detalle de la flor

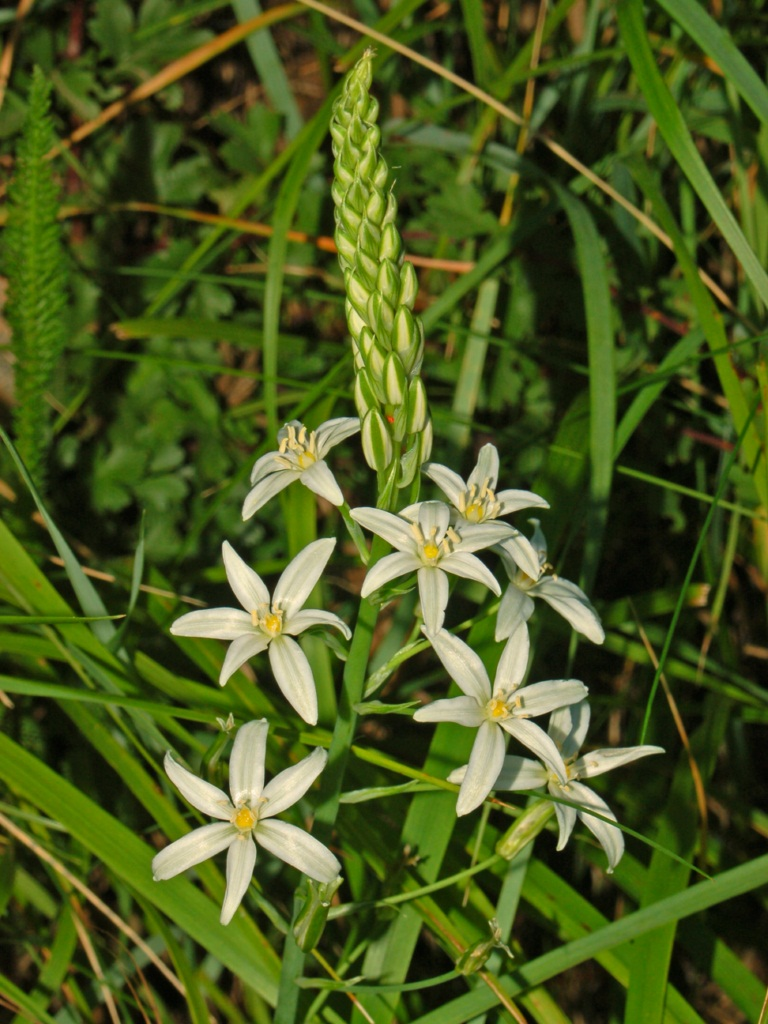
Inflorescencia

## Descripción
Planta perenne y bulbosa de color gris verdoso. Las flores estrelladas y blancas tienen una banda verde en el revés de cada pétalo y están dispuestas en un racimo denso de hasta 25 cm de largo. El fruto es una cápsula de 3 válvulas.

## Distribución y hábitat
En la península ibérica y en todo el Mediterráneo donde es una especie muy común que se identifica fácilmente por sus espigas florales estrechas y largas. Crece en sitios herbosos y baldíos, bordes de caminos y campos sobre suelos de arcillas arenosas o arcillosos. En garrigas, matorral abierto, viñedos y olivares.

## Taxonomía
Ornithogalum narbonense fue descrito por Carlos Linneo  y publicado en Centuria II. Plantarum... 15. 1756.
Citología
Número de cromosomas de Ornithogalum narbonense (Fam. Liliaceae) y táxones infraespecíficos: 2n=54
Etimología
Ornithogalum: nombre genérico que deriva de las voces griegas  ornithos (pájaro) y gala (leche), por lo que la traducción sería "leche de pájaro". Para algunos autores, este nombre se refiere al color de las flores de muchas especies del género. Para otros, "leche de pájaro" alude a las palabras que aparentemente utilizaban los romanos para indicar que algo es maravilloso.
narbonense: epíteto geográfico que alude a su localización en Narbona.
Sinonimia
- Eremurus iranicus Parsa
- Loncomelos brachystachys (K.Koch) Speta
- Loncomelos brachystylum (Zahar.) Speta
- Loncomelos israelense Ravenna
- Loncomelos narbonense (L.) Raf.
- Loncomelos prasinantherum (Zahar.) Speta
- Ornithogalum arabicum Brot.
- Ornithogalum brachystylum Zahar.
- Ornithogalum densum Boiss. & Blanche
- Ornithogalum lacteum Vill.
- Ornithogalum monspeliense Gueldenst.
- Ornithogalum prasinantherum Zahar.
- Ornithogalum pyramidale subsp. narbonense (L.) Asch. & Graebn.
- Ornithogalum stachyoides Sol.
- Ornithogalum trigynum Delile
- Parthenostachys narbonensis (L.) Fourr.
- Scilla montana Savi[6][7]

## Nombres comunes
- Castellano: ajo de lobo, ajos de lobo, calabrujas, leche de cisne, ornitogalo de Narbona, varita de San José.[8]